# إيرين شامبلن
إيرين شامبلن (بالإنجليزية: Irene Champlin)‏ هي ممثلة أمريكية، ولدت في 16 مارس 1931، وتوفيت في 10 يوليو 1990.

## وصلات خارجية
- إيرين شامبلن على موقع IMDb (الإنجليزية)
- إيرين شامبلن على موقع قاعدة بيانات الفيلم (الإنجليزية)